# Hiệp định về Nông nghiệp
Hiệp định về Nông nghiệp (tiếng Anh: Agreement on Agriculture, viết tắt là AoA) là một trong các hiệp định của Tổ chức Thương mại Thế giới (WTO). Nó được ký kết tại Vòng đàm phán Uruguay và có hiệu lực kể từ ngày 1 tháng 1 năm 1995, cũng là ngày mà WTO chính thức đi vào hoạt động.
Hiệp định đưa ra ba loại trợ cấp nông nghiệp đó là: Trợ cấp màu hổ phách (bị cấm), trợ cấp màu xanh da trời (có thể bị kiện) và trợ cấp màu xanh lá cây (không bị kiện).
Mục tiêu của Hiệp định về Nông nghiệp là tiến hành cải cách trong lĩnh vực nông nghiệp và xây dựng các chính sách nông nghiệp có định hướng thị trường hơn nữa. Hiệp định cũng nhằm nâng cao khả năng dự đoán trước các thay đổi và đảm bảo an ninh lương thực cho các nước xuất khẩu cũng như nhập khẩu.
Các quy định và cam kết trong Hiệp định Nông nghiệp được xây dựng xoay quanh ba nhóm vấn đề chính được gọi là ba trụ cột (pillars). Đó là:
- Tiếp cận thị trường: giảm bớt các rào cản thương mại đối với hàng nông sản nhập khẩu
- Trợ cấp nội địa: đưa ra các quy định và cam kết quản lý trợ cấp cho sản xuất trong nước cũng như các chương trình tương tự khác, bao gồm cả các chương trình kích thích tăng giá nông sản do các trang trại bán ra hoặc các chương trình đảm bảo thu nhập cho người nông dân.
- Trợ cấp xuất khẩu: đưa ra các quy định và cam kết quản lý trợ cấp đối với hàng nông sản xuất khẩu hay những biện pháp tương tự khác khiến cho hàng nông sản xuất khẩu có tính cạnh tranh giả tạo trên thị trường quốc tế.

Hiệp định cho phép các chính phủ khuyến khích khu vực kinh tế nông thôn, nhưng nên thông qua các chính sách ít làm biến dạng thương mại. Hiệp định cho phép có sự linh động trong việc thực thi các cam kết. Các nước đang phát triển không cần phải giảm bớt trợ cấp hay cắt giảm thuế quan nhiều như các nước phát triển. Họ cũng có thời gian chuyển tiếp dài hơn để thực hiện các cam kết của mình. Các nước kém phát triển hoàn toàn không phải thực hiện những cam kết giống như của các nước phát triển và đang phát triển. Hiệp định cũng có những điều khoản đặc biệt giải quyết mối quan tâm của các nước phải nhập khẩu lương thực và các nước kém phát triển.